# أكروزين
أكروزين(بالإنجليزية: Acrosin) هو إنزيم بروتيني هضمي، ينتمي إلى عائلة البروتيناز يتواجد في رأس النطفة، ويسهام في ادخالها في المنطقة الشفافة للبيضة. يتم تحرير الاكروزين من خلال تفاعل جسيم طرفي في الحيوانات المنوية، مما يساعد في التغلغل المنطقة الشفافة.

## وصلات إضافية
- The ميروبس  [لغات أخرى]‏ online database for peptidases and their inhibitors: S01.223
- Acrosin في المكتبة الوطنية الأمريكية للطب نظام فهرسة المواضيع الطبية (MeSH).

تتضمن هذه المقالة نصوصًا مترجمة من نصوص منقولة من المكتبة الوطنية الأمريكية للطب، والتي تعد ملكية عامة.